# كفاءة الطاقة في الزراعة
تشير كفاءة الطاقة في الزراعة إلى تقليل كمية الطاقة المطلوبة لتوفير المنتجات والخدمات الزراعية. لدى المفوضية الأوروبية سياسات تتعلق بكفاءة الطاقة ، بما في ذلك الزراعة. وقد وضع الاتحاد الأوروبي تدابير لتعزيز كفاءة الطاقة، بما في ذلك تحديد أهداف لتوفير الطاقة، واشتراط عمليات مراجعة للطاقة وخطط إدارة للشركات الكبيرة. أجرى مشروع AGREE دراسات حول كفاءة الطاقة في أنظمة الإنتاج الزراعي المختلفة واقترح تدابير للتحسين. تم تلخيص نتائج المشروع في تقارير سلطت الضوء على الفرص والعيوب لكفاءة الطاقة في الزراعة في مختلف البلدان الأوروبية. يساهم تحسين كفاءة الطاقة في الزراعة في تقليل انبعاثات غازات الاحتباس الحراري.

## التعريفات

### تعريف الطاقة بصفة عامة
تعريفات المفوضية الأوروبية لكفاءة الطاقة، كالآتي:
- كفاءة الطاقة: هي النسبة بين الناتج من الأداء، الخدمة، البضائع أو الطاقة ومدخل الطاقة.
- تحسين كفاءة الطاقة: هي زيادة في كفاءة الاستخدام النهائي للطاقة كنتيجة للتغيرات التكنولوجية، السلوكية، و/أو الاقتصادية.
- توفير الطاقة: كمية من الطاقة الموفرة تُحَدَّد عن طريق قياس و/أو تقدير الاستهلاك قبل وبعد تطبيق واحدة أو أكثر من اجراءات تحسين كفاءة الطاقة مع ضمان (التأكيد علي) تطويع الظروف الخارجية التي تؤثر علي استهلاك الطاقة.

وفقا للبند 2 (د) من قانون المجلس الأوروبي رقم 1099/2008 عن احصاءات الطاقة
- الطاقة: هي جميع أشكال منتجات الطاقة (الوقود المحترق، الحرارة، الطاقة المتجددة، الكهرباء، أو أي شكل من أشكال الطاقة).
- الاستهلاك الأولي للطاقة هو اجمالي الاستهلاك الداخلي باستثناء استخدامات غير الطاقة.
- الاستهلاك النهائي للطاقة يعني كل الطاقة المقدمة للصناعة، النقل، الأسر المعيشية، الخدمات والزراعة باستثناء قطاع تحويل الطاقة وصناعات الطاقة نفسها.

### تعريف الطاقة في الزراعة
- الاستهلاك الأولي للطاقة في الزراعة: هو الطاقة المستهلكة في نظام إنتاج زراعي (ضمن حدود المزرعة) بما في ذلك طاقة الإنتاج لكل المدخلات الغير مباشرة.
- كفاءة الطاقة في تحسين الزراعة: يُعرَّف بأنه انخفاض استهلاك الطاقة الأولية لإنتاج وحدة من المنتجات الزراعية (معبر عنها بوحدات الوزن أو الحجم)، داخل حدود المزرعة.

## سياسات الاتحاد الأوروبي بشأن كفاءة الطاقة
تحدد متطلبات المفوضية الأوروبية فيما يتعلق باستخدام الطاقة في جميع أنحاء الاتحاد الأوروبي (التوجيه 2012/27/EU) إطارًا مشتركًا من التدابير لتعزيز كفاءة الطاقة داخل الاتحاد الأوروبي من أجل:
- التأكد من تحقيق 20% من الهدف الرئيسي للاتحاد بحلول 2020 بشأن كفاءة استخدام الطاقة.
- تمهيد الطريق لمزيد من تحسينات كفاءة الطاقة بعد هذا التاريخ.

كما يقوم التوجيه بـ:
- وضع القواعد المصممة لإزالة الحواجز في سوق الطاقة والتغلب على إخفاقات السوق التي تعوق الكفاءة في إمداد (تقديم) واستخدام الطاقة.

تنص على وضع أهداف إرشادية وطنية لكفاءة استخدام الطاقة لعام 2020. التدابير الرئيسية مع الآثار المترتبة على القطاع الزراعي:
- يُطلب من شركات الطاقة تخفيض مبيعات الطاقة بنسبة 1.5 ٪ كل عام بين عملائها ويمكن تحقيق ذلك من خلال أنظمة التدفئة المحسنة أو تركيب النوافذ ذات الزجاج المزدوج أو الأسقف العازلة. يجب تطبيق إجراءات لتحقيق كفاءة أعلى للطاقة في المباني الزراعية أيضًا (مثل البيوت الزجاجية، والإسكان الحيواني، وما إلى ذلك).
- مطلوب من القطاع العام ترميم 3٪ من المباني «المملوكة والمسكونة» من قبل الحكومة المركزية في كل دولة وتحتاج المباني إلى مساحة مفيدة أكبر من 500 م2 لتغطية هذا المطلب (خفضت إلى 250 م2 اعتبارًا من يوليو 2015). في العديد من الدول الأعضاء في الاتحاد الأوروبي توجد مباني زراعية للقطاع العام (الحكومة العامة أو الإقليمية أو البلدية) (على سبيل المثال في بعض البلدان لتخزين المنتجات الزراعية)التي يمكن إدراجها في التدابير التي تتخذها الحكومة الوطنية.
- يُطلب من بلدان الاتحاد الأوروبي رسم خريطة طريق لجعل قطاع المباني بأكمله أكثر كفاءة في استخدام الطاقة بحلول عام 2050 (بما في ذلك المباني التجارية والعامة والخاصة)حيث إن جعل مباني المزارع أكثر كفاءة في استخدام الطاقة يساهم في تحقيق هذا الهدف وينبغي تنفيذ التدابير المتعلقة بالمباني الزراعية القائمة، ويجب اعتماد تشريعات جديدة تتعلق بالمنشآت الجديدة في اتجاه تحسين كفاءة الطاقة لديها.
- مطلوب خطط مراجعة وإدارة الطاقة للشركات الكبري، مع تحليل التكاليف والعائد لنشر الجمع بين توليد الحرارة والطاقة (CHP) والمشتريات العامة. وهذا له آثاره على شركات المزارع الكبيرة وجمعيات المزارعين الكبيرة ومبانيها وغرف التخزين والدفيئات.
- يجب على كل دولة تقديم أهداف إرشادية وطنية بحلول أبريل 2013 وإذا كانت المفوضية الأوروبية قدرت أن هذه الأهداف غير كافية لتحقيق هدف 2020 العام للاتحاد الأوروبي، فيمكنها أن تطلب من الدول الأعضاء إعادة تقييم خططها.
- في الفصل الأول من عام 2014، ستقوم اللجنة بمراجعة التقدم نحو تحقيق هدف كفاءة استخدام الطاقة بنسبة 20٪، وتقريره وتقييم ما إذا كانت هناك حاجة إلى مزيد من التدابير.
- إذا كانت أوروبا بعيدة عن المسار، تعتزم اللجنة العودة مع اقتراح لمزيد من التشريعات. ومن شأن تضمين الأنشطة الزراعية في التخطيط العام لكل دولة عضو أن يساعد في تغطية الأهداف وتجنب إعادة التقييم نيابة عن المفوضية الأوروبية. ينطبق هذا التعليق على الملاحظات الثلاثة الأخيرة من التوجيه.

## التطورات والاتجاهات الأخيرة في كفاءة الطاقة في الزراعة
في إطار مشروع الزراعة وكفاءة الطاقة [AGREE 3] ، نُفِّذَت العديد من الدراسات الحديثة حول كفاءة استخدام الطاقة لأنظمة إنتاج زراعي محددة من أنواع مختلفة (المحاصيل الزراعية والغابات الزراعية والصوبات الزراعية وتربية الحيوانات) في 2012-2013 في أوروبا وتستند إلى البيانات الموجودة من ستة بلدان ودُمِجَت في تقرير واحد.
يتوفر تحليل لأصحاب المصلحة وأصحاب الدوافع بشأن كفاءة استخدام الطاقة في الزراعة في جميع البلدان الستة في تقارير منفصلة (فنلندا وألمانيا واليونان وهولندا وبولندا والبرتغال).
اُقْتُرِحَت إجراءات كفاءة الطاقة لكل نظام زراعي وعرضت في تقرير عام. كما يتوفر تقرير موجز وتقرير عن أحدث ما توصلت إليه التكنولوجيا، والسائقين وأصحاب المصلحة من كفاءة استخدام الطاقة في الزراعة، وإمكانات توفير ساعات الطاقة.
وأخذت التدابير الأكثر فعالية مباشرة في الاعتبار عند الإبلاغ عن تأثيرها على استهلاك الطاقة لكل وحدة من المنتج في دراسات حالة معينة في جميع البلدان السبعة مع الأخذ في الاعتبار المبادلات المتعلقة بانبعاثات غازات الدفيئة والتكلفة الزراعية النهائية وعُرِّضَت النتائج في تقرير بعنوان التحليل الاقتصادي والبيئي لتدابير كفاءة الطاقة في الزراعة - دراسات الحالة والمفاضلات.
وكشفت عملية مكثفة لأصحاب المصلحة، من خلال تنظيم اجتماعات وطنية لأصحاب المصلحة في ستة بلدان، عن فرص وعيوب زراعة مستقبلية موفرة للطاقة في أوروبا. وتقدم نتائج هذه العملية لستة بلدان في تقارير خاصة، واحدة لكل بلد (فنلندا وألمانيا واليونان وهولندا وبولندا والبرتغال) وتُلَخَّص نتائج جميع التقارير في تقرير تجميعي حول القيمة عبر الوطنية لاجتماعات أصحاب المصلحة الوطنيين.
ويرد في جدول الأعمال المتعلق بالتعاون عبر الوطني تكامل لوجهات نظر ممثلي مختلف مناطق الاتحاد الأوروبي من أجل تحقيق زراعة مستقبلية تتسم بالكفاءة في استخدام الطاقة في أوروبا، وهو ناتج اجتماع أوروبي معني لأصحاب المصلحة عبر الوطنية وهذا يمثل وجهات النظر المشتركة حول كيفية تحسين كفاءة الطاقة في الزراعة الأوروبية.

## منظور جديد لكفاءة الطاقة في الزراعة
وفقا للعمل المنجز في مشروع الزراعة وكفاءة الطاقة AGREE ، قُدِّمَت اقتراحات حول تعريف كفاءة الطاقة في الزراعة
- كفاءة الطاقة هي الهدف من الجهود المبذولة لتقليل كمية الطاقة المطلوبة لتوفير المنتجات والخدمات. المصطلح العام «كفاءة الطاقة في الزراعة» يعكس التغيرات في التكنولوجيا، والسياسات الحكومية، وأنماط الطقس، وممارسات إدارة الزراعة.
- لا يوجد مقياس واحد لوصف وضمان وتحسين كفاءة الطاقة في الزراعة وبدلاً من ذلك، في توازن الطاقة من أجل عملية إنتاج معينة، قد تخدم مؤشرات مختلفة وتدعم تحليل كفاءة الطاقة.
- تستند نتائج مشروع الزراعة وكفاءة الطاقة AGREE إلى المدخلات المحددة للطاقة الأولية لكل مسلحة مزروعة (GJ / ha) وعلى مدخلات محددة من الطاقة الأولية لكل طن من المنتجات الزراعية (GJ / t). جميع التدابير المناسبة للحد من مدخلات الطاقة المحددة لكل وحدة من المنتج تعمل علي تحسين كفاءة الطاقة (تدابير تحسين كفاءة الطاقة).
- إن تحسين كفاءة الطاقة في الإنتاج الزراعي يسهم بشكل مباشر في الحد من انبعاثات غازات الاحتباس الحراري (GHG).